# Nati nel 1985/Marzo
| Questa pagina contiene informazioni ricavate automaticamente dalle voci biografiche con l'ausilio del template Bio e di un bot. L'aggiornamento è periodico e automatico e ricostruisce completamente la pagina. Se manca una persona in questa lista, sei pregato di non aggiungerla, ma accertati piuttosto che la sua voce biografica contenga il template Bio e che i dati anagrafici siano correttamente compilati. Se il template Bio manca, inseriscilo tu stesso o, in alternativa, metti l'avviso {{tmp\|Bio}} che ne segnala la mancanza. Se i dati riportati sono sbagliati, correggi direttamente la voce biografica; le modifiche saranno visibili in questa lista entro pochi giorni. Per chiarimenti vedi il progetto biografie. La lista contiene solo le 503 persone che sono citate nell'enciclopedia e per le quali è stato implementato correttamente il template Bio. Pagina aggiornata al 18 ago 2025. |

- 1º marzo - Tha'er Bawab, calciatore giordano
- 1º marzo - Terenzo Bozzone, triatleta neozelandese
- 1º marzo - Dario Giuseppetti, pilota motociclistico tedesco
- 1º marzo - Oscar Guerrero, ex calciatore colombiano
- 1º marzo - Michael Conner Humphreys, attore e militare statunitense
- 1º marzo - Kang Young-mi, schermitrice sudcoreana
- 1º marzo - Notsetselo Magongo, regina swazilandese
- 1º marzo - Maarten Neyens, ex ciclista su strada belga
- 1º marzo - Andreas Ottl, ex calciatore tedesco
- 1º marzo - Nauzet Pérez, calciatore spagnolo
- 1º marzo - Rufino Segovia del Burgo, ex calciatore spagnolo
- 1º marzo - Mohanad Salem, ex calciatore emiratino
- 1º marzo - Yun Ok-hee, arciera sudcoreana
- 1º marzo - Léia da Silva, pallavolista brasiliana
- 2 marzo - Jangy Addy, ex multiplista liberiano
- 2 marzo - Sylvain Bidart, pilota motociclistico francese
- 2 marzo - Reggie Bush, ex giocatore di football americano statunitense
- 2 marzo - Lucie Debay, attrice belga
- 2 marzo - Ha Dae-sung, ex calciatore sudcoreano
- 2 marzo - Andrew Hogg, ex calciatore inglese
- 2 marzo - Robert Iler, attore statunitense
- 2 marzo - Naoya Ishigami, ex calciatore giapponese
- 2 marzo - Tony Jeffries, ex pugile e youtuber britannico
- 2 marzo - Jin Xiao, pilota motociclistico cinese
- 2 marzo - T'Nia Miller, attrice britannica
- 2 marzo - Patrick Makau Musyoki, maratoneta keniota
- 2 marzo - Natia Natia, ex calciatore samoano americano
- 2 marzo - Philipp Pamer, regista e sceneggiatore italiano
- 2 marzo - Luke Pritchard, cantante e chitarrista britannico
- 2 marzo - Shen Longyuan, calciatore cinese
- 2 marzo - Sun Sopanha, calciatore cambogiano
- 2 marzo - Filipa Sousa, cantante portoghese
- 2 marzo - Jesus Manuel Santana Abreu, ex calciatore spagnolo
- 2 marzo - Fëdor Trikolič, atleta paralimpico russo
- 3 marzo - Quiarol Arzú, calciatore honduregno
- 3 marzo - Rıdvan Baygut, taekwondoka turco
- 3 marzo - Josipa Bura, ex cestista croata
- 3 marzo - David Davies, nuotatore britannico
- 3 marzo - Freddy Hall, calciatore bermudiano († 2022)
- 3 marzo - Nathalie Kelley, attrice peruviana
- 3 marzo - Domien Loubry, cestista belga
- 3 marzo - Sam Morrow, ex calciatore nordirlandese
- 3 marzo - Femi Opabunmi, ex calciatore nigeriano
- 3 marzo - Robert Vaden, ex cestista statunitense
- 3 marzo - Leonardo Raúl Villa, calciatore argentino
- 3 marzo - Mariel Zagunis, schermitrice statunitense
- 4 marzo - Annabelle Laure Ali, lottatrice camerunese
- 4 marzo - Rafael Ağayev, karateka azero
- 4 marzo - Jake Buxton, allenatore di calcio e ex calciatore inglese
- 4 marzo - Hrvoje Čale, ex calciatore croato
- 4 marzo - Guillermo Díaz, cestista portoricano
- 4 marzo - Gemma Donati, doppiatrice e direttrice del doppiaggio italiana
- 4 marzo - Adetomiwa Edun, attore nigeriano
- 4 marzo - Josh Emmett, artista marziale misto statunitense
- 4 marzo - Scott Michael Foster, attore statunitense
- 4 marzo - Felicity Galvez, ex nuotatrice australiana
- 4 marzo - Josip Golubar, calciatore croato
- 4 marzo - Oliver Konsa, ex calciatore estone
- 4 marzo - Leo Mainoldi, cestista argentino
- 4 marzo - Mathieu Montcourt, tennista francese († 2009)
- 4 marzo - Michel-Pierre Pontbriand, ex giocatore di football americano canadese
- 4 marzo - Whitney Port, personaggio televisivo, stilista e modella statunitense
- 4 marzo - Luis Antonio Rodríguez, ex calciatore argentino
- 4 marzo - Jonas Troest, ex calciatore danese
- 4 marzo - Angela White, attrice pornografica australiana
- 5 marzo - Mesfin Adimasu, ex maratoneta etiope
- 5 marzo - Maksim Belugin, bobbista russo
- 5 marzo - Flávio Henrique Esteves Guedes, ex calciatore brasiliano
- 5 marzo - Heinrich Isaacks, calciatore namibiano
- 5 marzo - Rob Kurz, ex cestista statunitense
- 5 marzo - Mario Ljubić, calciatore croato
- 5 marzo - David Marshall, ex calciatore scozzese
- 5 marzo - Ken'ichi Matsuyama, attore giapponese
- 5 marzo - Agnese Pini, giornalista italiana
- 5 marzo - Stanislaŭ Ščarbačėnja, canottiere bielorusso
- 6 marzo - Nayzal Ali, calciatore figiano
- 6 marzo - Pierre-Édouard Bellemare, hockeista su ghiaccio francese
- 6 marzo - Caroline Ciavaldini, arrampicatrice francese
- 6 marzo - Mikael Dahlberg, ex calciatore svedese
- 6 marzo - Olav Dalen, ex calciatore norvegese
- 6 marzo - Marius Delport, rugbista a 15 sudafricano
- 6 marzo - Jaroslav Godzjur, ex calciatore russo
- 6 marzo - Mathieu Gomes, ex calciatore francese
- 6 marzo - Hernán Jansen, schermidore venezuelano
- 6 marzo - Vitalij Kozlovs'kyj, cantante ucraino
- 6 marzo - Domen Lorbek, cestista sloveno
- 6 marzo - Jean Márquez, calciatore guatemalteco
- 6 marzo - Godfrey Khotso Mokoena, lunghista e triplista sudafricano
- 6 marzo - Maya Nakanishi, atleta paralimpica giapponese
- 6 marzo - Ján Novák, calciatore slovacco
- 6 marzo - Oleksij Porošenko, politico e diplomatico ucraino
- 6 marzo - Pedro Miguel Silva Rocha, ex calciatore portoghese
- 6 marzo - Yael Stone, attrice australiana
- 6 marzo - Alaska Thunderfuck, personaggio televisivo statunitense
- 6 marzo - Linus Thörnblad, altista svedese
- 6 marzo - Bakaye Traoré, ex calciatore maliano
- 6 marzo - Pretty Yende, soprano sudafricano
- 6 marzo - Romain Élie, allenatore di calcio e ex calciatore francese
- 7 marzo - Alessandro Bisolti, ex ciclista su strada italiano
- 7 marzo - Maciej Bodnar, ex ciclista su strada polacco
- 7 marzo - Douglas Creighton, cestista statunitense
- 7 marzo - Mohamed Fofana, ex calciatore maliano
- 7 marzo - Zah Rahan Krangar, ex calciatore liberiano
- 7 marzo - Lee Sung-jin, arciera sudcoreana
- 7 marzo - Gerwyn Price, giocatore di freccette e ex rugbista a 15 gallese
- 7 marzo - Pamela Rota, conduttrice televisiva, showgirl e modella italiana
- 7 marzo - Matthew Selt, giocatore di snooker inglese
- 7 marzo - Sidney Spencer, ex cestista statunitense
- 7 marzo - Kamil Zayatte, ex calciatore guineano
- 8 marzo - Carolina Erba, schermitrice italiana
- 8 marzo - Paulo Ferreira, giocatore di calcio a 5 portoghese
- 8 marzo - Federica Fornabaio, pianista, compositrice e direttrice d'orchestra italiana
- 8 marzo - Gago Drago, kickboxer olandese
- 8 marzo - Daniele Mattioli, ex hockeista su ghiaccio svizzero
- 8 marzo - Haris Medunjanin, ex calciatore bosniaco
- 8 marzo - Maria Ohisalo, politica finlandese
- 8 marzo - Ferne Snoyl, ex calciatore olandese
- 8 marzo - Ewa Sonnet, modella e cantante polacca
- 8 marzo - Lukáš Tesák, calciatore slovacco
- 8 marzo - Cory Wong, chitarrista, produttore discografico e cantautore statunitense
- 8 marzo - Matheus Lopes, ex calciatore brasiliano
- 8 marzo - Justyna Żurowska, ex cestista polacca
- 9 marzo - Wink Adams, ex cestista statunitense
- 9 marzo - Noize MC, rapper, cantautore e musicista russo
- 9 marzo - Zach Andrews, ex cestista e stuntman statunitense
- 9 marzo - Alex Baumann, ex bobbista svizzero
- 9 marzo - Brent Burns, hockeista su ghiaccio canadese
- 9 marzo - Sergio Cirio, ex calciatore spagnolo
- 9 marzo - Dominick Cruz, artista marziale misto statunitense
- 9 marzo - Makan Hislop, calciatore trinidadiano
- 9 marzo - Rigers Hoxha, ex calciatore albanese
- 9 marzo - Pastor Maldonado, ex pilota automobilistico venezuelano
- 9 marzo - Natal'ja Andreevna Pogonina, scacchista russa
- 9 marzo - Rodolfo Requelme, ex calciatore uruguaiano
- 9 marzo - Gergely Rudolf, ex calciatore ungherese
- 9 marzo - Ibrahim Saidaŭ, lottatore bielorusso
- 9 marzo - Wretch 32, rapper britannico
- 9 marzo - Georgie Welcome, calciatore honduregno
- 9 marzo - Zhan Shu, ex nuotatrice cinese
- 9 marzo - Zhang Yawen, giocatrice di badminton cinese
- 10 marzo - Richmond Rak, ex calciatore ghanese
- 10 marzo - Cooper Andrews, attore statunitense
- 10 marzo - Giorgia Baldelli, pallavolista italiana
- 10 marzo - Wang Beixing, pattinatrice cinese
- 10 marzo - Corinna Boccacini, ex snowboarder italiana
- 10 marzo - Ricardo Buitrago, calciatore panamense
- 10 marzo - Jackie Butler, ex cestista statunitense
- 10 marzo - Cătălin Cîmpeanu, velocista rumeno
- 10 marzo - Eleonora Di Ruscio, attrice italiana
- 10 marzo - Lassana Diarra, ex calciatore francese
- 10 marzo - Mikko Kokslien, combinatista nordico norvegese
- 10 marzo - Theresa Logar, ex tennista statunitense
- 10 marzo - Luchasaurus, wrestler statunitense
- 10 marzo - Lolita Lymoura, ex cestista greca
- 10 marzo - Ida Marko-Varga, ex nuotatrice svedese
- 10 marzo - Julien Mills, ex cestista statunitense
- 10 marzo - Beau Molenaar, calciatore olandese
- 10 marzo - David Raven, ex calciatore inglese
- 10 marzo - Adrian Reid, calciatore giamaicano
- 10 marzo - Florian Stahel, ex calciatore svizzero
- 10 marzo - Victor Stancescu, ex hockeista su ghiaccio rumeno
- 10 marzo - Chris Taft, ex cestista statunitense
- 10 marzo - Morgan Uceny, mezzofondista statunitense
- 10 marzo - Alexei Zuásnabar, calciatore cubano
- 10 marzo - Alex Sandro da Silva, ex calciatore brasiliano
- 11 marzo - Arooj Aftab, cantante, compositrice e produttrice discografica pakistana
- 11 marzo - Marshall Brown, ex cestista statunitense
- 11 marzo - Ian Burns, giocatore di snooker inglese
- 11 marzo - Chen Tao, allenatore di calcio e ex calciatore cinese
- 11 marzo - Dudu Paraíba, ex calciatore brasiliano
- 11 marzo - Terri Dunning, nuotatrice britannica
- 11 marzo - Daniel Evuy, ex calciatore spagnolo
- 11 marzo - Tommaso Fantoni, cestista italiano
- 11 marzo - Ryan Harris, giocatore di football americano statunitense
- 11 marzo - Katie Hitchcock, ex sciatrice alpina statunitense
- 11 marzo - Ivo Ivanov, calciatore bulgaro
- 11 marzo - Godfred Karikari, ex calciatore ghanese
- 11 marzo - Franco Lalli, ex calciatore canadese
- 11 marzo - Maldestro, cantautore, drammaturgo e regista italiano
- 11 marzo - Stelios Malezas, allenatore di calcio e ex calciatore greco
- 11 marzo - Ajantha Mendis, crickettista singalese
- 11 marzo - Nicole Minetti, personaggio televisivo e ex politica italiana
- 11 marzo - Sheridan Morais, pilota motociclistico sudafricano
- 11 marzo - Megan Moulton-Levy, ex tennista statunitense
- 11 marzo - Greg Olsen, ex giocatore di football americano statunitense
- 11 marzo - Kai Reus, ex ciclista su strada e pistard olandese
- 11 marzo - Hakuhō Shō, lottatore di sumo mongolo
- 11 marzo - Nikolai Topor-Stanley, ex calciatore australiano
- 11 marzo - Jacopo Venturiero, doppiatore e attore italiano
- 11 marzo - Evan Williams, attore canadese
- 11 marzo - Josh Wilson, giocatore di football americano statunitense
- 11 marzo - Viktorija Žemaitytė, multiplista lituana
- 12 marzo - Macarena Aguilar, pallamanista spagnola
- 12 marzo - Aleksandr Bucharov, ex calciatore russo
- 12 marzo - Choi Cheol-han, goista sudcoreano
- 12 marzo - Ed Clancy, ex pistard e ciclista su strada britannico
- 12 marzo - Xavier Corosine, ex cestista francese
- 12 marzo - Fabrizio Franzoni, rugbista a 15 italiano
- 12 marzo - Andrea Montovoli, attore italiano
- 12 marzo - İpek Soroğlu, pallavolista turca
- 12 marzo - Tonino Sorrentino, ex calciatore italiano
- 12 marzo - Stromae, cantautore, produttore discografico e rapper belga
- 12 marzo - Bradley Wright-Phillips, dirigente sportivo e ex calciatore inglese
- 13 marzo - Alcides Araújo Alves, ex calciatore brasiliano
- 13 marzo - Andrea Bartolucci, ex cestista italiano
- 13 marzo - Béranger Bossé, velocista centrafricano
- 13 marzo - Vesna Fabjan, fondista slovena
- 13 marzo - Sara Farris, ex cestista italiana
- 13 marzo - Juan Carlos García Álvarez, allenatore di calcio e ex calciatore messicano
- 13 marzo - Víctor García, siepista spagnolo
- 13 marzo - Rúben Gouveia, calciatore portoghese
- 13 marzo - Lewis Haldane, ex calciatore gallese
- 13 marzo - Emile Hirsch, attore, doppiatore e cantautore statunitense
- 13 marzo - Georgi Ivanov, pesista bulgaro
- 13 marzo - Sergio Jáuregui, calciatore boliviano
- 13 marzo - Max Jenkins, attore e scrittore statunitense
- 13 marzo - Giuseppe L'Abbate, politico italiano
- 13 marzo - Ekaterina Lobyševa, pattinatrice di velocità su ghiaccio russa
- 13 marzo - Arianna Lorenzi, ex giocatrice di curling italiana
- 13 marzo - Luca Mannocci, doppiatore italiano
- 13 marzo - Paul Quasten, ex calciatore olandese
- 13 marzo - Taner Sağır, sollevatore turco
- 13 marzo - Liliane Tiger, ex attrice pornografica ceca
- 13 marzo - Jorge Villalpando, ex calciatore messicano
- 13 marzo - Vilhjálmur Alvar Þórarinsson, arbitro di calcio islandese
- 14 marzo - Khairul Amri, calciatore singaporiano
- 14 marzo - Eva Angelina, attrice pornografica statunitense
- 14 marzo - Max Benitz, attore britannico
- 14 marzo - Ian George Black, ex calciatore scozzese
- 14 marzo - Brooklyn Chase, attrice pornografica statunitense
- 14 marzo - Caitlin Ciccone, ex sciatrice alpina e sciatrice freestyle statunitense
- 14 marzo - Nastassja Dubarėzava, biatleta e ex fondista bielorussa
- 14 marzo - Kim Seung-yong, calciatore sudcoreano
- 14 marzo - Martina Kocher, slittinista svizzera
- 14 marzo - Brianna Love, ex attrice pornografica statunitense
- 14 marzo - Steven Marković, ex cestista australiano
- 14 marzo - Martin Mikulič, ex calciatore slovacco
- 14 marzo - Aleksej Nešović, cestista bosniaco
- 14 marzo - Sabrina Sena, tiratrice a segno italiana
- 14 marzo - Tamsyn Muir, scrittrice neozelandese
- 14 marzo - Brandon Wallace, ex cestista statunitense
- 15 marzo - Eva Amurri, attrice statunitense
- 15 marzo - Konstantin Bakun, pallavolista ucraino
- 15 marzo - Cristina Branco, pallamanista angolana
- 15 marzo - Tom Chilton, pilota automobilistico britannico
- 15 marzo - Agustín Creevy, rugbista a 15 argentino
- 15 marzo - Curtis Davies, ex calciatore inglese
- 15 marzo - Aníbal Domeneghini, ex calciatore argentino
- 15 marzo - Javier Garrido, ex calciatore spagnolo
- 15 marzo - Corina Indrei, schermitrice rumena
- 15 marzo - Giray Kaçar, ex calciatore turco
- 15 marzo - Lee Da-hee, attrice e modella sudcoreana
- 15 marzo - Kellan Lutz, attore e modello statunitense
- 15 marzo - Mahiedine Mekhissi-Benabbad, ex mezzofondista e ex siepista francese
- 15 marzo - Johan Nilsson Guiomar, ex calciatore svedese
- 15 marzo - Leonel Saint-Preux, ex calciatore haitiano
- 15 marzo - Raymond Schouten, pilota motociclistico olandese
- 15 marzo - Robbie Simpson, allenatore di calcio e ex calciatore inglese
- 15 marzo - Matias Strandvall, ex fondista finlandese
- 15 marzo - Jacob Tamme, giocatore di football americano statunitense
- 16 marzo - Maximiliano Barreiro, ex calciatore argentino
- 16 marzo - Saskia Bricmont, politologa e politica belga
- 16 marzo - Eloy, ex calciatore equatoguineano
- 16 marzo - Fábio Alves Macedo, ex calciatore brasiliano
- 16 marzo - Julien Fernandes, ex calciatore portoghese
- 16 marzo - Rókur av Fløtum Jespersen, ex calciatore faroese
- 16 marzo - Andreas Hölzl, ex calciatore austriaco
- 16 marzo - Boštjan Jelečevič, ex calciatore sloveno
- 16 marzo - Paul Kessany, calciatore gabonese
- 16 marzo - Eleutherios Mertakas, ex calciatore cipriota
- 16 marzo - David Nixon, giocatore di football americano statunitense
- 16 marzo - Andris Treimanis, arbitro di calcio lettone
- 16 marzo - Zhang Xian, pallavolista cinese
- 16 marzo - Entics, cantante e rapper italiano
- 17 marzo - Dominic Adams, attore e modello inglese
- 17 marzo - Vassiliki Arvaniti, giocatrice di beach volley greca
- 17 marzo - Darren Barr, ex calciatore scozzese
- 17 marzo - Loredana Calogero, ex calciatrice italiana
- 17 marzo - Dario Cataldo, ex ciclista su strada italiano
- 17 marzo - Julien Gorius, dirigente sportivo e ex calciatore francese
- 17 marzo - Li-Ann, cantante olandese
- 17 marzo - Gary Irvine, allenatore di calcio e calciatore scozzese
- 17 marzo - Pauline Krawczyk, ex cestista polacca
- 17 marzo - Artur Ljavicki, ex calciatore bielorusso
- 17 marzo - Kristof Wilke, canottiere tedesco
- 18 marzo - Ana Beatriz, pilota automobilistica brasiliana
- 18 marzo - Krisztián Berki, ginnasta ungherese
- 18 marzo - Marc Heitmeier, ex calciatore tedesco
- 18 marzo - Victoria Kielland, scrittrice norvegese
- 18 marzo - Henrik Kildentoft, ex calciatore danese
- 18 marzo - Michaela Kirchgasser, ex sciatrice alpina austriaca
- 18 marzo - Vince Lia, calciatore australiano
- 18 marzo - Aivi Luik, calciatrice australiana
- 18 marzo - Dennis Odhiambo, calciatore keniota
- 18 marzo - Gordon Schildenfeld, ex calciatore croato
- 18 marzo - Henrique Sereno, ex calciatore portoghese
- 18 marzo - Marcus Slaughter, ex cestista statunitense
- 18 marzo - Dieter Van Tornhout, ex calciatore belga
- 18 marzo - Tomonobu Yokoyama, calciatore giapponese († 2024)
- 19 marzo - Mersudin Ahmetović, ex calciatore bosniaco
- 19 marzo - Albert Baning, ex calciatore camerunese
- 19 marzo - Artёm Bystrov, attore russo
- 19 marzo - Yolanthe Sneijder-Cabau, conduttrice televisiva, attrice e modella olandese
- 19 marzo - Tobias Eriksson, ex calciatore svedese
- 19 marzo - Beatriz Fernández Ibanez, pallamanista spagnola
- 19 marzo - Anton Lahdenperä, ex sciatore alpino svedese
- 19 marzo - Chan Kin Seng, calciatore macaense
- 19 marzo - Caroline Seger, calciatrice svedese
- 19 marzo - David Svoboda, pentatleta ceco
- 19 marzo - Alexis Thébaux, ex calciatore francese
- 19 marzo - Manuchar Tskhadaia, lottatore georgiano
- 19 marzo - Sean Wroe, velocista australiano
- 20 marzo - Morgan Amalfitano, ex calciatore francese
- 20 marzo - Wilfried Balima, allenatore di calcio e ex calciatore burkinabé
- 20 marzo - Aviram Baruchyan, ex calciatore israeliano
- 20 marzo - Stefan Batan, calciatore svedese
- 20 marzo - Ronnie Brewer, ex cestista statunitense
- 20 marzo - Chase Coleman, attore statunitense
- 20 marzo - Britton Colquitt, giocatore di football americano statunitense
- 20 marzo - Jimmy Colquitt, ex giocatore di football americano statunitense
- 20 marzo - Fatafehi Fakafanua, politico tongano
- 20 marzo - Emma Fitzpatrick, attrice statunitense
- 20 marzo - Jeong Mi-ran, ex cestista sudcoreana
- 20 marzo - Sidi Yaya Keita, ex calciatore maliano
- 20 marzo - Nicolas Lombaerts, allenatore di calcio e ex calciatore belga
- 20 marzo - Sascha Mölders, allenatore di calcio e ex calciatore tedesco
- 20 marzo - Urška Rabič, ex sciatrice alpina slovena
- 20 marzo - Jan Štohanzl, calciatore ceco
- 20 marzo - Matt Taven, wrestler statunitense
- 20 marzo - Jonny Venters, giocatore di baseball statunitense
- 20 marzo - Martin Vingaard, ex calciatore danese
- 20 marzo - María del Cerro, attrice e modella argentina
- 20 marzo - Polina Žerebcova, giornalista e scrittrice russa
- 21 marzo - Saeed Al Sulaiti, pilota motociclistico qatariota
- 21 marzo - Sarah Bryant, triatleta neozelandese
- 21 marzo - Ryan Callahan, hockeista su ghiaccio statunitense
- 21 marzo - Erik Fisher, ex sciatore alpino statunitense
- 21 marzo - Sean Franklin, ex calciatore statunitense
- 21 marzo - Chris Hogg, allenatore di calcio e ex calciatore inglese
- 21 marzo - Leanna Jones, attrice e cantante inglese
- 21 marzo - Vladimir Kanajkin, marciatore russo
- 21 marzo - Bennard Yao Kumordzi, ex calciatore ghanese
- 21 marzo - Marco Magnani, ex cestista italiano
- 21 marzo - Sonequa Martin-Green, attrice statunitense
- 21 marzo - Adrian Peterson, giocatore di football americano statunitense
- 21 marzo - Margrethe Renstrøm, lunghista norvegese
- 21 marzo - Ahsha Rolle, ex tennista statunitense
- 21 marzo - Blaise Sonnery, ex ciclista su strada francese
- 21 marzo - Ryan Toolson, ex cestista statunitense
- 21 marzo - Wilson Rodrigues Fonseca, ex calciatore brasiliano
- 21 marzo - Kasper Winther Jørgensen, canottiere danese
- 21 marzo - Melanie Zanetti, attrice australiana
- 22 marzo - Amália Barros, giornalista, politica e attivista brasiliana († 2024)
- 22 marzo - Rachid Bourabia, ex calciatore francese
- 22 marzo - Lizzie Brocheré, attrice francese
- 22 marzo - Jermaine Brown, calciatore britannico
- 22 marzo - Jakob Fuglsang, ex ciclista su strada e ex mountain biker danese
- 22 marzo - Agustín Herrera, ex calciatore messicano
- 22 marzo - Mike Jenkins, giocatore di football americano statunitense
- 22 marzo - Jonas Johansen, ex calciatore norvegese
- 22 marzo - Ekaterina Valer'evna Kr'īsanova, danzatrice russa
- 22 marzo - Laureano Sanabria Ruiz, ex calciatore spagnolo
- 22 marzo - Kory Lichtensteiger, giocatore di football americano statunitense
- 22 marzo - Sanda Mamić, ex tennista croata
- 22 marzo - Ala Muraŭskaja, cestista bielorussa
- 22 marzo - Katie Stuart, attrice canadese
- 22 marzo - Daniel Tarczal, calciatore ceco
- 22 marzo - Faïza Tsabet, ex pallavolista algerina
- 22 marzo - Katarzyna Wellna, pallavolista polacca
- 22 marzo - James Wolk, attore statunitense
- 22 marzo - Duygu Yetiş, attrice turca
- 22 marzo - Anja Čarman, nuotatrice slovena
- 23 marzo - Celeste D'Arrando, politica italiana
- 23 marzo - Manuel Fortuna, cestista dominicano
- 23 marzo - Jonathan Hivert, ex ciclista su strada francese
- 23 marzo - Elmar Hofer, ex sciatore alpino italiano
- 23 marzo - Maurice Jones-Drew, ex giocatore di football americano statunitense
- 23 marzo - Piotr Leciejewski, ex calciatore polacco
- 23 marzo - Regina Mader, ex sciatrice alpina austriaca
- 23 marzo - Bethanie Mattek-Sands, tennista statunitense
- 23 marzo - Stevie McCrorie, cantante scozzese
- 23 marzo - Memphis Monroe, ex attrice pornografica statunitense
- 23 marzo - Anna Michajlovna Nikulina, danzatrice russa
- 23 marzo - Mar'jana Spivak, attrice russa
- 24 marzo - Gabriel Achilier, calciatore ecuadoriano
- 24 marzo - Blanco Brown, cantante e produttore discografico statunitense
- 24 marzo - Haruka Ayase, attrice, cantante e modella giapponese
- 24 marzo - Jakub Chleboun, calciatore ceco
- 24 marzo - Kevin Corre, ex cestista francese
- 24 marzo - Lauren Ervin, ex cestista statunitense
- 24 marzo - Frederico Gil, tennista portoghese
- 24 marzo - John Greco, ex giocatore di football americano statunitense
- 24 marzo - Lana, wrestler statunitense
- 24 marzo - Ergün Metin, attore turco
- 24 marzo - Nicolae Mitea, ex calciatore romeno
- 24 marzo - Dominic Olney, giocatore di football americano britannico
- 24 marzo - Park Byung-joo, ex calciatore sudcoreano
- 24 marzo - Valentina Rania, pallavolista italiana
- 24 marzo - Sayaka Hirano, tennistavolista giapponese
- 24 marzo - Vadim Steklov, ex calciatore russo
- 24 marzo - Jairo Suárez, ex calciatore colombiano
- 24 marzo - Jeremy Zag, produttore cinematografico, imprenditore e compositore francese
- 25 marzo - Wilfried Bingangoye, ex velocista gabonese
- 25 marzo - Víctor Cáceres, ex calciatore paraguaiano
- 25 marzo - Davide Guarneri, pilota motociclistico italiano
- 25 marzo - Benito Guerra, pilota di rally messicano
- 25 marzo - Robert Maah, ex calciatore francese
- 25 marzo - Mario Martínez Rubio, ex calciatore spagnolo
- 25 marzo - Nicolás Navarro, ex calciatore argentino
- 25 marzo - Gustavo Oberman, ex calciatore argentino
- 25 marzo - Elisabeth Reyes, modella spagnola
- 25 marzo - Mame-Marie Sy, cestista senegalese
- 25 marzo - Danny Vukovic, allenatore di calcio e ex calciatore australiano
- 25 marzo - Arieh Worthalter, attore belga
- 26 marzo - Daniel Axtyamov, ex calciatore azero
- 26 marzo - Anatolie Boeștean, ex calciatore moldavo
- 26 marzo - Chatchai Butdee, pugile thailandese
- 26 marzo - Aleksandr Fukin, giocatore di calcio a 5 russo
- 26 marzo - Matt Grevers, ex nuotatore statunitense
- 26 marzo - Jonathan Groff, attore e cantante statunitense
- 26 marzo - Ovidiu Herea, ex calciatore rumeno
- 26 marzo - Rashad Jennings, giocatore di football americano statunitense
- 26 marzo - Keira Knightley, attrice britannica
- 26 marzo - Jason Lepine, ex hockeista su ghiaccio canadese
- 26 marzo - Ma Xuejun, discobola cinese
- 26 marzo - Luis Maldonado, calciatore uruguaiano
- 26 marzo - Élio Martins, allenatore di calcio e ex calciatore portoghese
- 26 marzo - Torger Motland, calciatore norvegese
- 26 marzo - Vincenzo Rubano, giornalista italiano
- 26 marzo - Kristoffer Silberg, giocatore di calcio a 5 e calciatore norvegese
- 26 marzo - Davide Somma, ex calciatore sudafricano
- 26 marzo - Stéphane Séjourné, politico francese
- 26 marzo - Shawn Taggart, ex cestista statunitense
- 27 marzo - Chadžimurat Akkaev, ex sollevatore russo
- 27 marzo - Anton Amel'čanka, ex calciatore bielorusso
- 27 marzo - Dario Baldauf, ex calciatore austriaco
- 27 marzo - Anna Barbaro, triatleta italiana
- 27 marzo - Luis Bolaños, ex calciatore ecuadoriano
- 27 marzo - Ram Charan, attore indiano
- 27 marzo - Stijn De Smet, ex calciatore belga
- 27 marzo - Pavol Farkaš, calciatore slovacco
- 27 marzo - Claudia Gaffuri, attrice italiana
- 27 marzo - Guillaume Joli, ex pallamanista francese
- 27 marzo - Kasmir, cantante, musicista e produttore discografico finlandese
- 27 marzo - Blake McIver Ewing, attore e cantante statunitense
- 27 marzo - David Navara, scacchista ceco
- 27 marzo - Marco Schneuwly, ex calciatore svizzero
- 27 marzo - Sabrina Seara, modella e attrice venezuelana
- 27 marzo - Nadzeja Skardzina, ex biatleta bielorussa
- 27 marzo - Sophie Splawinski, ex sciatrice alpina canadese
- 27 marzo - Loïc Wakanumuné, calciatore francese
- 27 marzo - Caroline Winberg, supermodella svedese
- 27 marzo - Jeremy Yasasa, calciatore papuano
- 28 marzo - Guillaume Blot, ex ciclista su strada francese
- 28 marzo - Jake Ellenberger, artista marziale misto statunitense
- 28 marzo - Stefano Ferrario, allenatore di calcio e ex calciatore italiano
- 28 marzo - Chris Long, ex giocatore di football americano statunitense
- 28 marzo - Steve Mandanda, calciatore francese
- 28 marzo - Thomas Massamba, ex cestista della Repubblica Democratica del Congo
- 28 marzo - Raffael Caetano de Araújo, calciatore brasiliano
- 28 marzo - Frank van der Struijk, calciatore olandese
- 28 marzo - Akiko Suzuki, ex pattinatrice artistica su ghiaccio e coreografa giapponese
- 28 marzo - Rachid Tiberkanine, ex calciatore belga
- 28 marzo - Stan Wawrinka, tennista svizzero
- 28 marzo - Tiago da Silva, giocatore di baseball brasiliano
- 29 marzo - Fernando Amorebieta, allenatore di calcio, dirigente sportivo e ex calciatore venezuelano
- 29 marzo - Alan Ball, giocatore di football americano statunitense
- 29 marzo - Alessio Di Cosimo, regista e sceneggiatore italiano
- 29 marzo - Lee Dickson, rugbista a 15 britannico
- 29 marzo - Christiane Fürst, ex pallavolista e dirigente sportiva tedesca
- 29 marzo - Ryan Kalil, giocatore di football americano statunitense
- 29 marzo - Maxim Lapierre, ex hockeista su ghiaccio canadese
- 29 marzo - Mirusia Louwerse, soprano australiano
- 29 marzo - Stuart Musialik, ex calciatore australiano
- 29 marzo - Jenna Santoromito, pallanuotista australiana
- 29 marzo - Mia Santoromito, pallanuotista australiana
- 29 marzo - Renan Teixeira, ex calciatore brasiliano
- 29 marzo - Edwin Valencia, ex calciatore colombiano
- 30 marzo - Boris Akopov, regista russo
- 30 marzo - Mário Claúdio Nogueira Carreiras, ex giocatore di calcio a 5 portoghese
- 30 marzo - Russell Carter, ex cestista statunitense
- 30 marzo - Filipe Duarte, calciatore portoghese
- 30 marzo - Marco Frapporti, ex ciclista su strada italiano
- 30 marzo - Aleksandar Jevtić, ex calciatore serbo
- 30 marzo - Anna Jochemsen, sciatrice olandese
- 30 marzo - Andrea Luci, ex calciatore italiano
- 30 marzo - Giacomo Ricci, pilota automobilistico italiano
- 30 marzo - Abdallah Sharif, ex calciatore libico
- 30 marzo - Emilio Sánchez Fuentes, ex calciatore spagnolo
- 31 marzo - Steve Bernier, hockeista su ghiaccio canadese
- 31 marzo - Jason Cain, ex cestista statunitense
- 31 marzo - Bryant Chang, attore taiwanese
- 31 marzo - Dafne Fernández, attrice e ballerina spagnola
- 31 marzo - Francesco Gigliofiorito, giocatore di calcio a 5 italiano
- 31 marzo - Jesper Hansen, calciatore danese
- 31 marzo - Ben Lamb, giocatore di poker statunitense
- 31 marzo - Jay Rock, rapper statunitense
- 31 marzo - Jami Montagnino, ex cestista statunitense
- 31 marzo - Nathan Peavy, ex cestista e allenatore di pallacanestro statunitense
- 31 marzo - Kory Sheets, ex giocatore di football americano statunitense
- 31 marzo - Annica Sjölund, allenatrice di calcio e ex calciatrice finlandese
- 31 marzo - Jessica Szohr, attrice e ex modella statunitense
- 31 marzo - Héctor Sánchez, ex calciatore spagnolo